# Замок Хантингтон
Хантингтон (англ. Huntington Castle) — замок в английском графстве Херефордшир, располагавшийся на границе с Уэльсом в городе Хантингтон. В настоящий момент замок разрушен, сохранилась только насыпь и некоторые участки каменной кладки.

## История
Вероятно, что замок Хантингтон был построен в качестве замены недалеко находившемуся замку Кингтон, разрушенному в 1215 году. Однако и до этого в миле к юго-востоку от будущей крепости находился замок Таррет, представлявший собой классический мотт-и-бейли и был построен, скорее всего, Уильямом Фиц-Осберном, который в 1070 году построил несколько замков на валлийской границе.
Замок входил в систему оборонительных замков, располагавшихся в Валлийской марке на границе с Уэльсом. С севера и запада замок был защищён крутыми оврагами, а с юга и востока — рвом, в который впадал ручей. 
Первоначально замок Херефорд находился в руках представителей рода Браозов. Первое упоминание о нём относится к июлю 1228 году, когда после смерти Реджинальда де Браоза замок захватил английский король Генрих III. Судя по всему, Реджинальд, которому принадлежало Кингтонская барония, построил замок между 1217 и 1224 годами, поскольку именно в это время он присвоил себе дубы для строительных работ. Позже он, судя по всему, был возвращён Уильяму де Браозу, сыну Реджинальда, но после его смерти в 1230 году в результате раздела владений Браозов замок вместе с Кингтонской баронией был унаследован представителями рода Богунов. 
Поскольку во время Второй баронской войны Богуны оказались на стороне Симона де Монфора, будущий король Эдуард I передал несколько замков в Валлийской марке, в том числе и Хантинтон, Роджеру Мортимеру. В июле 1264 года замок был осаждён войсками мятежных баронов, но так и не сдался. После победы над мятежными баронами в битве при Ившеме Мортимер использовал замок в качестве базы для возвращения замка Брекон, захваченного в 1363 году валлийским князем Лливелином ап Грифидом.
По условиям мирного соглашения Хантингтон был возвращён Богунам.
После того как Мария де Богун вышла замуж за будущего короля Генриха IV, замок перешёл в его руки. В 1399 году Генрих захватил престол, после чего передал замок Эдмунду Стаффорду, 5-му графу Стаффорду, который был женат на Анне Глостерской, двоюродной сестре короля, мать которой также происходила из рода Богунов. 
В 1403 году Эдумунд погиб в битве при Шрусбери. Опасение, что валлийцы попытаются воспользоваться гибелью графа Стаффорда и попытаются захватить какой-то из принадлежащих Анне замков, располагавшихся вдоль валлийской границы, заставил Генриха IV отправить туда своего приближённого — Уильяма Буршье с задачей наблюдать за обороной её владений. Оказавшись вместе с Анной замке Хантигтон Уильям вскоре тайно женился на ней. Хотя он понимал, что этот поступок наверняка не останется безнаказанным, но он готов был рискнуть вызвать недовольство короля. В итоге Буршье выплатил лично королю крупный штраф. Но вскоре Уильям, несомненно, обладавший красноречием и обаянием, и Анна были прощены, поскольку Генрих IV высоко ценил военные и административные способности Буршье, а также его преданностьЛанкастерам. Новый статус Уильяма принёс ему и новую ответственность, включая защиту владений Анны на валлийской границе, которые оставались уязвимыми для нападений валлийцев.
Опасаясь вторжения восставшего Оуайна Глиндура, замок был укреплён, а констеблем был назначен Джон Смент, который подготовил его к обороне. Когда войска Глиндура после победы в битве при Брин-Гласе подошли к замку, осаждать его не стали, а просто прогнали скот и забрали муку с местной мельницы, которую затем сожгли.
После восстановления мира в Валлийских марках во время правления Генриха V замок, судя по всему, пришёл в упадок. К 1564 году им владела корона, но затем он перешёл в другие руки. Ко времени английской революции замок был полностью заброшен, однако донжон в 1670 году ещё существовал.
В настоящий момент замок полностью разрушен. Сохранился мотт и внутренний двор, а также земляные валы с остатками кладки и полукруглой башни, которые сильно заросли.